# Polymixis limbara
Polymixis limbara är en fjärilsart som beskrevs av Bytinsky-salz 1937. Polymixis limbara ingår i släktet Polymixis och familjen nattflyn. Inga underarter finns listade i Catalogue of Life.